# Курп
Курп (кабард.-черк. Курпӏ, осет. Куырыпп) — река в Северной Осетии и Кабардино-Балкарии, правый приток Терека. Длина — 50 км, площадь водосборного бассейна — 337 км². Высота устья — 153,5 м над уровнем моря. Высота истока — 647 м над уровнем моря. Крупнейший приток — река Жоронка (правый, 21 км).

## Течение
Река берёт своё начало в Кировском районе Северной Осетии, в буково-грабовых лесах на северном склоне Сунженского хребта, в 7,5 км к северо-востоку от его высочайшей вершины — горы Заманкул (926 м).
В 6,5 км к югу от истока расположено село Раздзог. Вначале общее направление течения идёт на северо-запад. В верховьях протекает среди горных лесов и выходит на равнину.
Ниже села Кусова река входит в пределы Терского района Кабардино-Балкарии. Близ села Инаркой, река принимает свой левый приток — Сухой Курп (12 км), после чего поворачивает на северо-восток. У села Нижний Курп принимает справа свой крупнейший приток — реку Жоронку, с этого момента и до устья течёт в основном на север, отклоняясь у села Нижний Малгобек к востоку.
После устья Журуко, Курп прорезает Терский хребет (Терский хребет остаётся по правому берегу, по левому берегу хребет Арик, его продолжение). Далее выходит на Притеречную равнину, и выше Нижнего Малгобека снова входит в пределы Северной Осетии. У Нижнего Малгобека пересекается посредством акведука обводнительным Малокабардинским каналом. Далее река образует естественную границу между Северной Осетией и Кабардино-Балкарией, вплоть до своего устья.
Река Курп впадает в Терек с правой стороны, в 390 км от её устья, у села Сухотского.
Курп протекает по территории Кировского района (в верховьях), далее по Терскому району в своём среднем течении, и между Терским и Моздокским районами в низовье, образую административную границу между Кабардино-Балкарией и Северной Осетией. В долине реки расположены 7 сёл.

## Водный режим
Река имеет смешанное питание, с преобладанием подземного (грунтового), а также с меньшей долей снегового и дождевого. Реки такого типа имеют гораздо меньшую водность чем реки с преобладанием ледникового питания. В режиме Курпа отчётливо наблюдаются сезонные колебания уровня воды. В летний период он как правило, мелеет. Но ливневые осадки большой интенсивности могут способствовать резкому подъёму воды — паводку. Для зимы характерна устойчивая межень. Максимальный сток приходится на июнь, минимум на февраль. В засушливые годы Курп сильно мелеет, а может и пересохнуть.

## История
Река упоминается в Книге Большому Чертежу (1627 год):

А ниже Белыя-реки рекою Теркою, с правые стороны, пала в реку в Терек река Курпа.

Река также упоминается в «Топографическом, статистическом, этнографическом и Военном описание Кавказа» Ивана Бларамберг (1836 год):

Реки Терек и Сунжа образуют почти всю границу Малой Кабарды; по её территории протекают только речка Курп, или Курпи, а также в нижнем течении река Комбулеевка.

## Бассейн
- Курп
  - Журуко (Джорка[9], Жорокка) — (правый приток)
  - Сухой Курп — (левый приток)

## Населённые пункты
- Кусово
- Верхний Курп
- Инаркой
- Нижний Курп
- Нижний Малгобек
- Акведук
- Сухотское

## Данные водного реестра
По данным государственного водного реестра России относится к Западно-Каспийскому бассейновому округу, водохозяйственный участок реки — Терек от впадения реки Малка до города Моздок. Речной бассейн реки — Реки бассейна Каспийского моря междуречья Терека и Волги.
Код объекта в государственном водном реестре — 07020000912108200005296.